# Bistum Gboko
Das Bistum Gboko (lat.: Dioecesis Gbokensis) ist eine in Nigeria gelegene römisch-katholische Diözese mit Sitz in Gboko. Es umfasst die Local Government Areas Gboko, Buruku, Kwande, Ushongo, Vandeikya, Tarka und Konshisha.

## Geschichte
Papst Benedikt XVI. gründete am 29. Dezember 2012 das Bistum aus Gebietsabtretungen des Bistums Makurdi und unterstellte es dem Erzbistum Abuja als Suffraganbistum.